# Liste der Biografien/Kay
Liste der Biografien |
Portal Biografien |
Personensuche
# |
A |
B |
C |
D |
E |
F |
G |
H |
I |
J |
K |
L |
M |
N |
O |
P |
Q |
R |
S |
T |
U |
V |
W |
X |
Y |
Z |
?
 
Ka |
Kb |
Kc |
Kd |
Ke |
Kf |
Kg |
Kh |
Ki |
Kj |
Kl |
Km |
Kn |
Ko |
Kp |
Kr |
Ks |
Kt |
Ku |
Kv |
Kw |
Ky |
Kx |
Kz
 
Kaa–Kag |
Kah |
Kai |
Kaj |
Kak |
Kal |
Kam |
Kan |
Kao |
Kap |
Kar |
Kas |
Kat |
Kau |
Kav |
Kaw |
Kay |
Kaz
Die Liste der Biografien führt alle Personen auf, die in der deutschsprachigen Wikipedia einen Artikel haben. Dieses ist eine Teilliste mit 381 Einträgen von Personen, deren Namen mit den Buchstaben „Kay“ beginnt.

## Kay
- Kay Khine Lwin (* 1978), myanmarische Sprinterin
- Kay Lee Ray (* 1992), schottische Wrestlerin
- Kay One (* 1984), deutscher RapperKay One (* 1984)

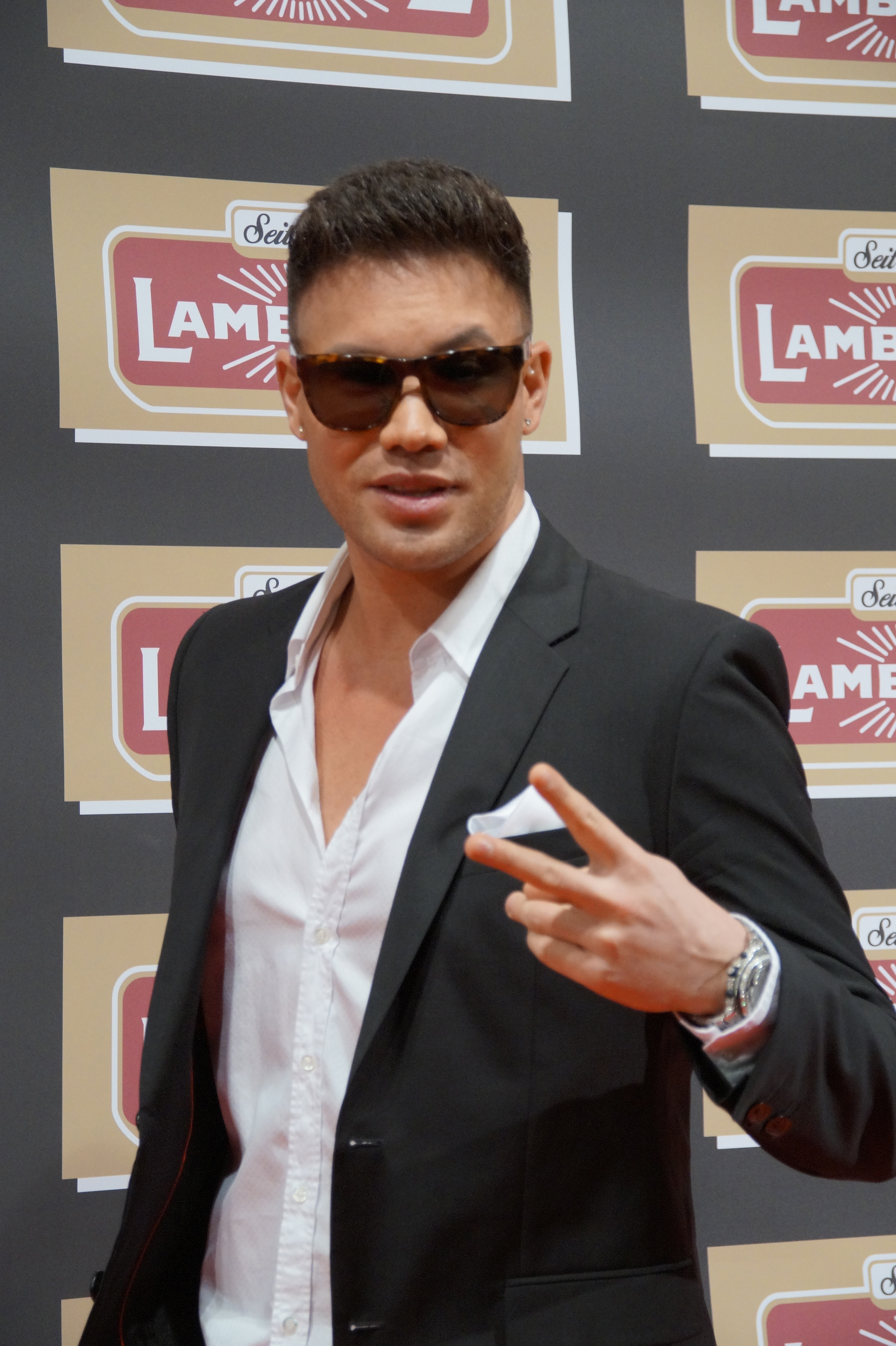
Kay One (* 1984)

- Kay Santos, Katherine (* 1990), philippinische Weitspringerin
- Kay, Adam (* 1980), britischer Komiker
- Kay, Alan (* 1940), amerikanischer Informatiker
- Kay, Alex J. (* 1979), britischer Historiker mit dem Schwerpunkt Nationalsozialismus
- Kay, Ally (1894–1986), deutsch-österreichische Stummfilmschauspielerin und Filmproduzentin
- Kay, Andrew (1919–2014), US-amerikanischer Unternehmer und Erfinder
- Kay, Anna (* 1999), britische Radrennfahrerin
- Kay, Archibald (1860–1935), schottischer Landschaftsmaler
- Kay, Arthur (1882–1969), Dirigent, Komponist, Arrangeur und Cellist
- Kay, Birdie Reeve (1907–1996), US-amerikanische Maschinenschreiberin, Unterhaltungskünstlerin und Schachspielerin
- Kay, Charles (1930–2025), britischer Schauspieler
- Kay, Connie (1927–1994), US-amerikanischer Jazz-Schlagzeuger
- Kay, Crystal (* 1986), japanische Sängerin des J-pops
- Kay, David (1940–2022), US-amerikanischer Leiter der Iraq Survey Group und Waffeninspekteur
- Kay, Dianah, spanisch-slowakische Sängerin
- Kay, Dominic Scott (* 1996), US-amerikanischer Schauspieler, Filmregisseur und Drehbuchautor
- Kay, Dorothy (1886–1964), südafrikanische Künstlerin
- Kay, Edward J. (1898–1973), US-amerikanischer Komponist
- Kay, Ella (1895–1988), deutsche Kommunalpolitikerin und Widerstandskämpferin gegen den Nationalsozialismus, MdA
- Kay, Emily (* 1995), britische Radrennfahrerin
- Kay, Fiede (1941–2005), deutscher Sänger und Liedermacher niederdeutscher Lieder
- Kay, George (1891–1954), englischer Fußballspieler und -trainer
- Kay, George Marshall (1904–1975), US-amerikanischer Geologe
- Kay, Georgi, britisch-australische/r Sänger/in
- Kay, Guy Gavriel (* 1954), kanadischer FantasyautorGuy Gavriel Kay (* 1954)

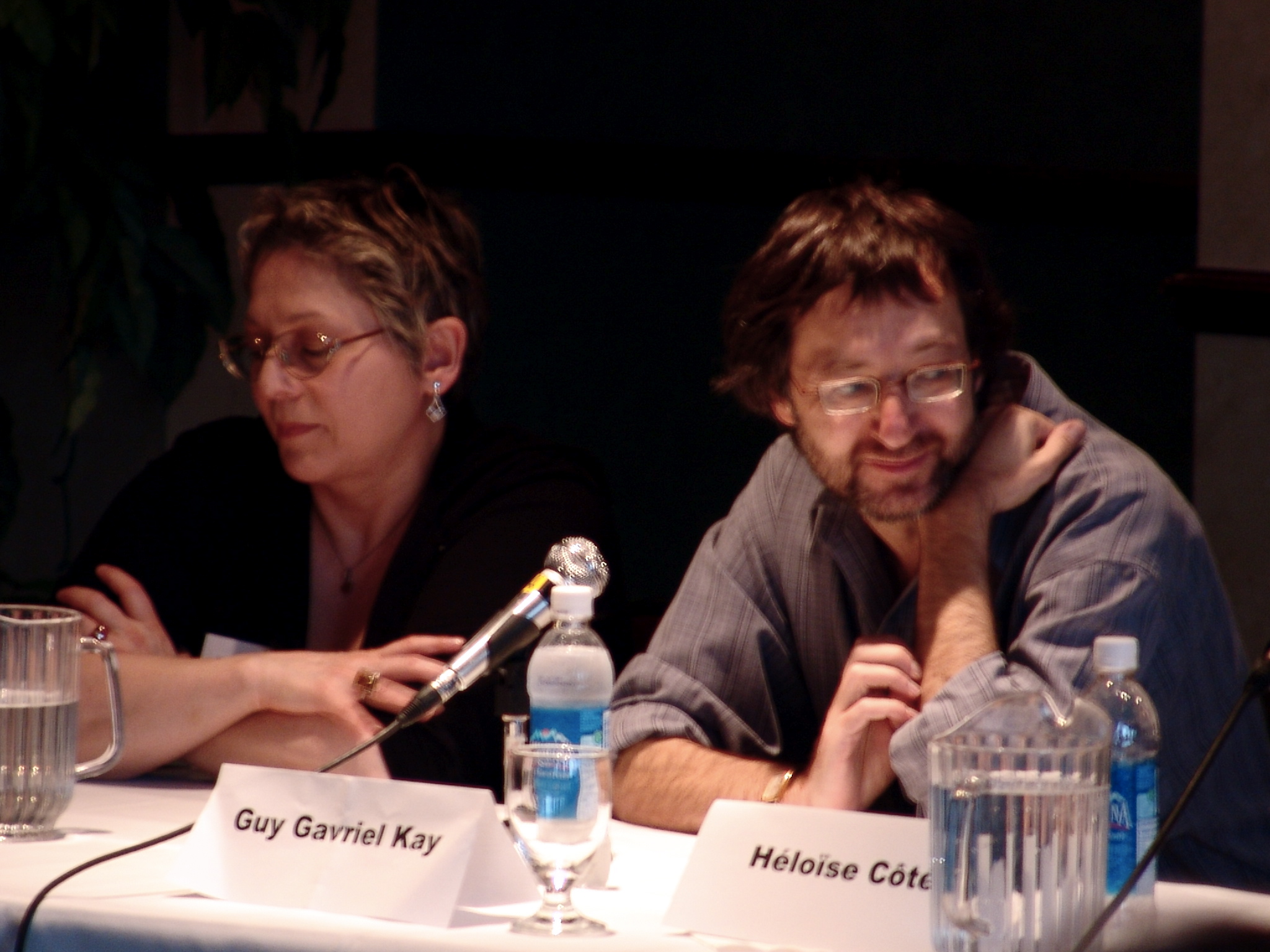
Guy Gavriel Kay (* 1954)

- Kay, Herbie (1904–1944), US-amerikanischer Jazz-Trompeter und Bigband-Leader
- Kay, Hermann (1839–1902), deutscher Genremaler
- Kay, I. J. (* 1961), britische Schriftstellerin (Pseudonym)
- Kay, Jane Holtz (1938–2012), US-amerikanische Stadtplanungs- und Architekturkritikerin
- Kay, Jay (* 1969), britischer Musiker, Sänger der englischen Acid-Jazz-Band JamiroquaiJay Kay (* 1969)

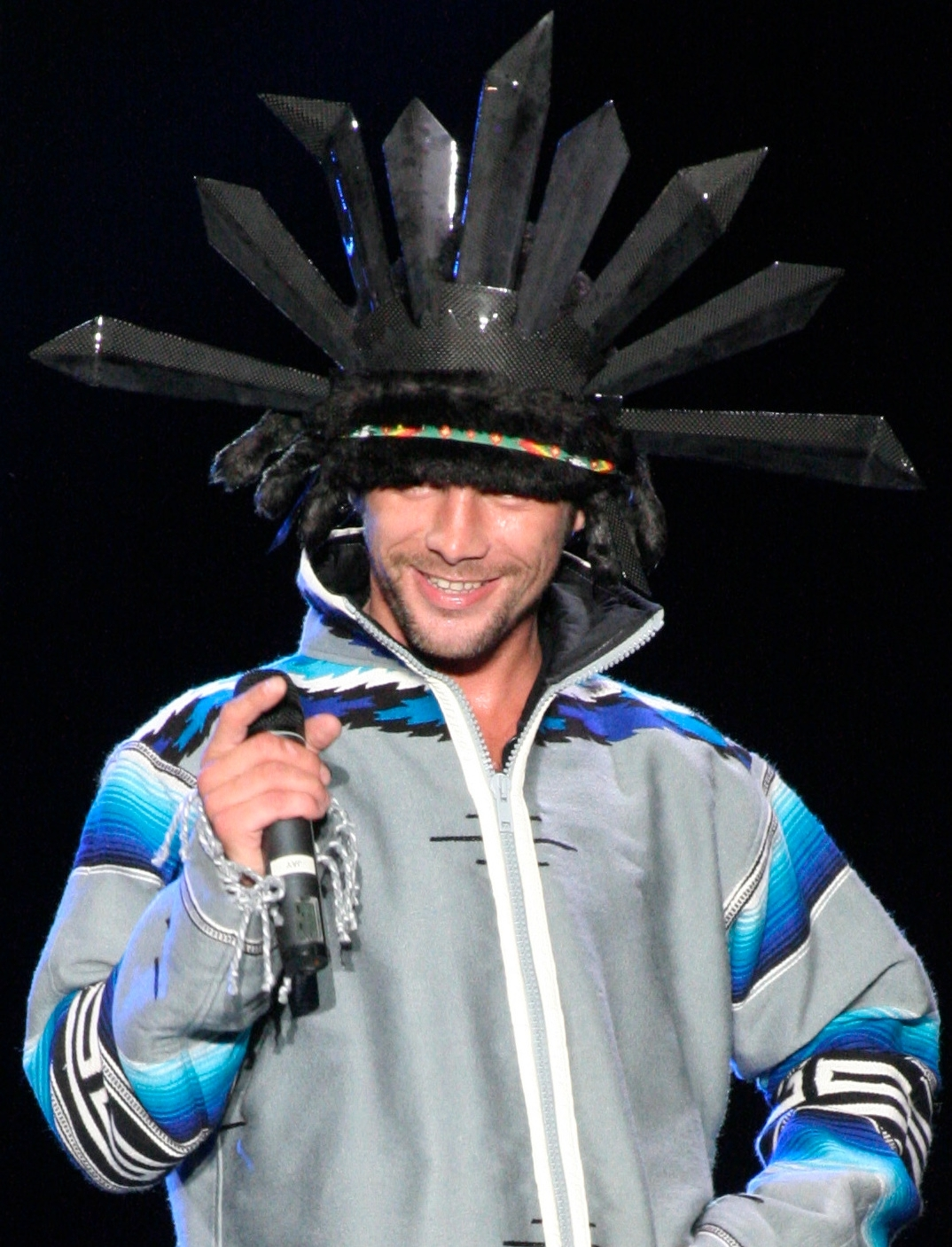
Jay Kay (* 1969)

- Kay, Johannes (* 1995), deutscher Pferdesportler
- Kay, John (* 1704), britischer Unternehmer und Erfinder
- Kay, John (1742–1826), schottischer Karikaturist
- Kay, John (* 1944), deutsch-kanadischer Rockmusiker
- Kay, John (* 1948), britischer Ökonom
- Kay, Johnny (1922–2008), US-amerikanischer Autorennfahrer
- Kay, Juliane (1899–1968), österreichische Schriftstellerin und Drehbuchautorin
- Kay, Lewis E., kanadischer Molekulargenetiker, Chemiker und Biochemiker
- Kay, Lily E. (1947–2000), US-amerikanische Wissenschaftshistorikerin
- Kay, Liz (* 1981), niederländische Sängerin
- Kay, Manuela (* 1964), deutsche Journalistin, Autorin und Verlegerin
- Kay, Mary Ellen (1929–2017), US-amerikanische Schauspielerin
- Kay, Melody (* 1979), US-amerikanische Schauspielerin
- Kay, Michael (* 1951), britischer Programmierer und Buchautor
- Kay, Neal (* 1950), britischer DJ
- Kay, Paul (* 1934), US-amerikanischer Linguist und Anthropologe
- Kay, Peter (* 1973), britischer Komiker
- Kay, Reyon (* 1986), neuseeländischer Inline-Speedskater und Eisschnellläufer
- Kay, Robbie (* 1995), britischer SchauspielerRobbie Kay (* 1995)

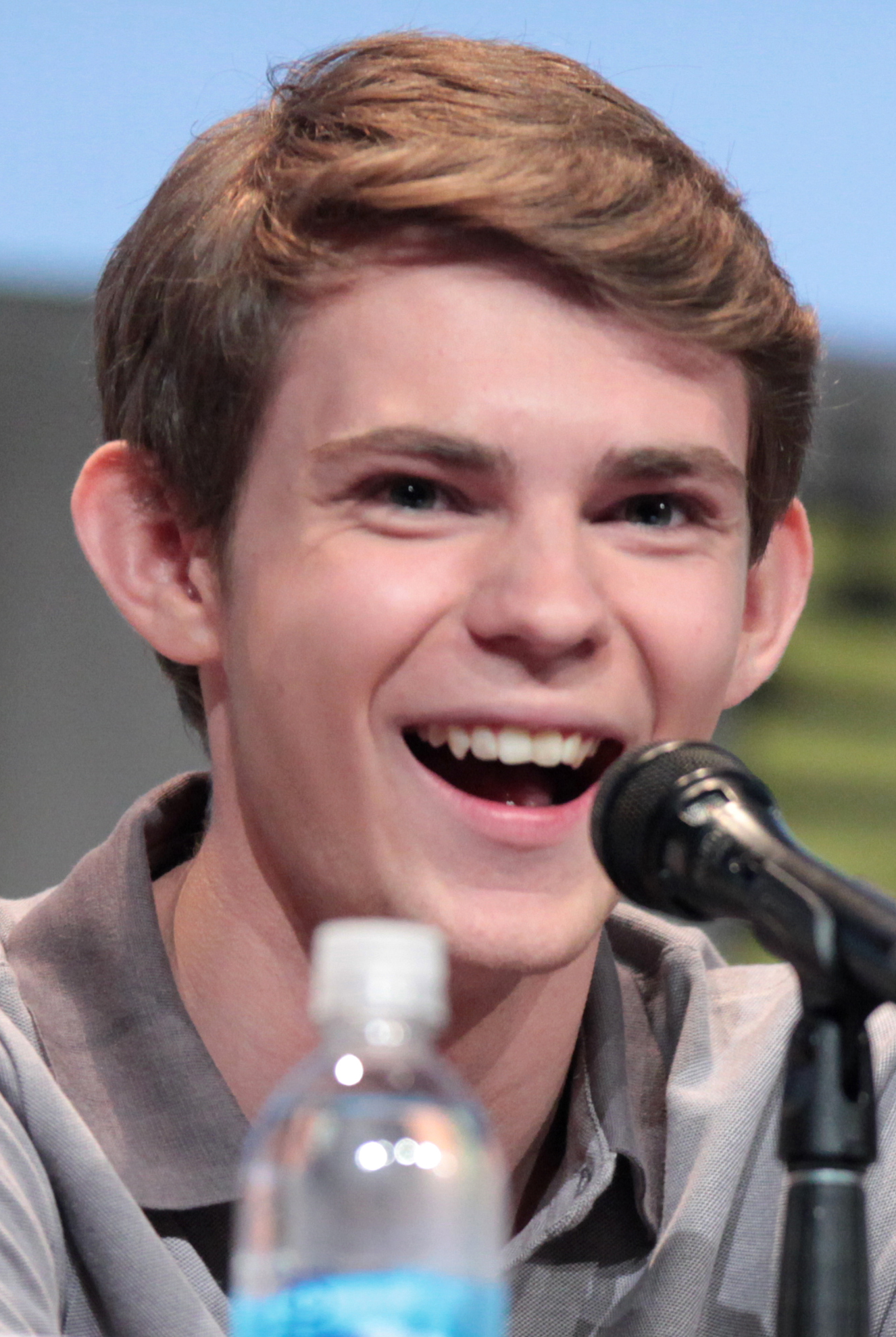
Robbie Kay (* 1995)

- Kay, Sarah (* 1988), amerikanische Dichterin
- Kay, Stephen (* 1963), neuseeländischer Film- und Fernsehregisseur, Drehbuchautor sowie Schauspieler
- Kay, Sumela (* 1986), kanadische Schauspielerin
- Kay, Susan (* 1952), britische Schriftstellerin
- Kay, Thomas B. (1864–1931), US-amerikanischer Geschäftsmann und Politiker (Republikanische Partei)
- Kay, Tina (* 1985), litauische Pornodarstellerin
- Kay, Tobias (* 1971), deutscher Schauspieler
- Kay, Tony (* 1937), englischer Fußballspieler
- Kay, Ulysses (1917–1995), US-amerikanischer Komponist
- Kay, Wanda (* 1971), deutsche Pop- und Schlagersängerin, sowie Songschreiberin
- Kay, Wendell P. (1913–1986), US-amerikanischer Politiker (Demokratische Partei)
- Kay, Yana, lettische Sängerin und Mitglied der Band F.L.Y.
- Kay-Shuttleworth, Charles, 5. Baron Shuttleworth (* 1948), britischer Peer und Politiker
- Kay-Shuttleworth, Ughtred, 1. Baron Shuttleworth (1844–1939), britischer Politiker, Abgeordneter des House of Commons und Mitglied des House of Lords

### Kaya
- Kaya, japanischer Sänger
- Kaya, Adil (* 1967), türkischer Manager, Präsident des Filmfestivals Türkei Deutschland
- Kaya, Ahmet (1957–2000), türkisch-kurdischer ProtestmusikerAhmet Kaya (1957–2000)

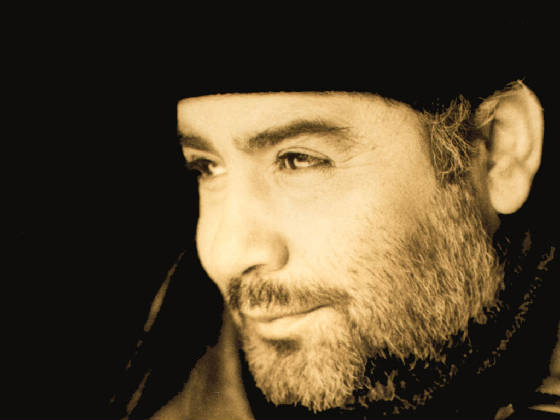
Ahmet Kaya (1957–2000)

- Kaya, Ali (* 1994), türkischer Langstreckenläufer kenianischer Herkunft
- Kaya, Ali Riza (* 1930), türkischer Gastronom und Verfasser des ersten türkischen Kochbuches in deutscher Sprache
- Kaya, Aras (* 1994), türkischer Langstreckenläufer kenianischer Herkunft
- Kaya, Ayhan (* 1968), türkischer Soziologe, Buchautor und Übersetzer
- Kaya, Bahri (* 1957), türkischer Fußballspieler und -trainer
- Kaya, Berivan (* 1967), deutsche Film- und Theaterschauspielerin
- Kaya, Beycan (* 1988), türkischer Fußballspieler
- Kaya, Bulut (* 1989), türkischer Fußballspieler
- Kaya, Cem (* 1976), deutsch-türkischer Filmregisseur, Drehbuchautor und EditorCem Kaya (* 1976)

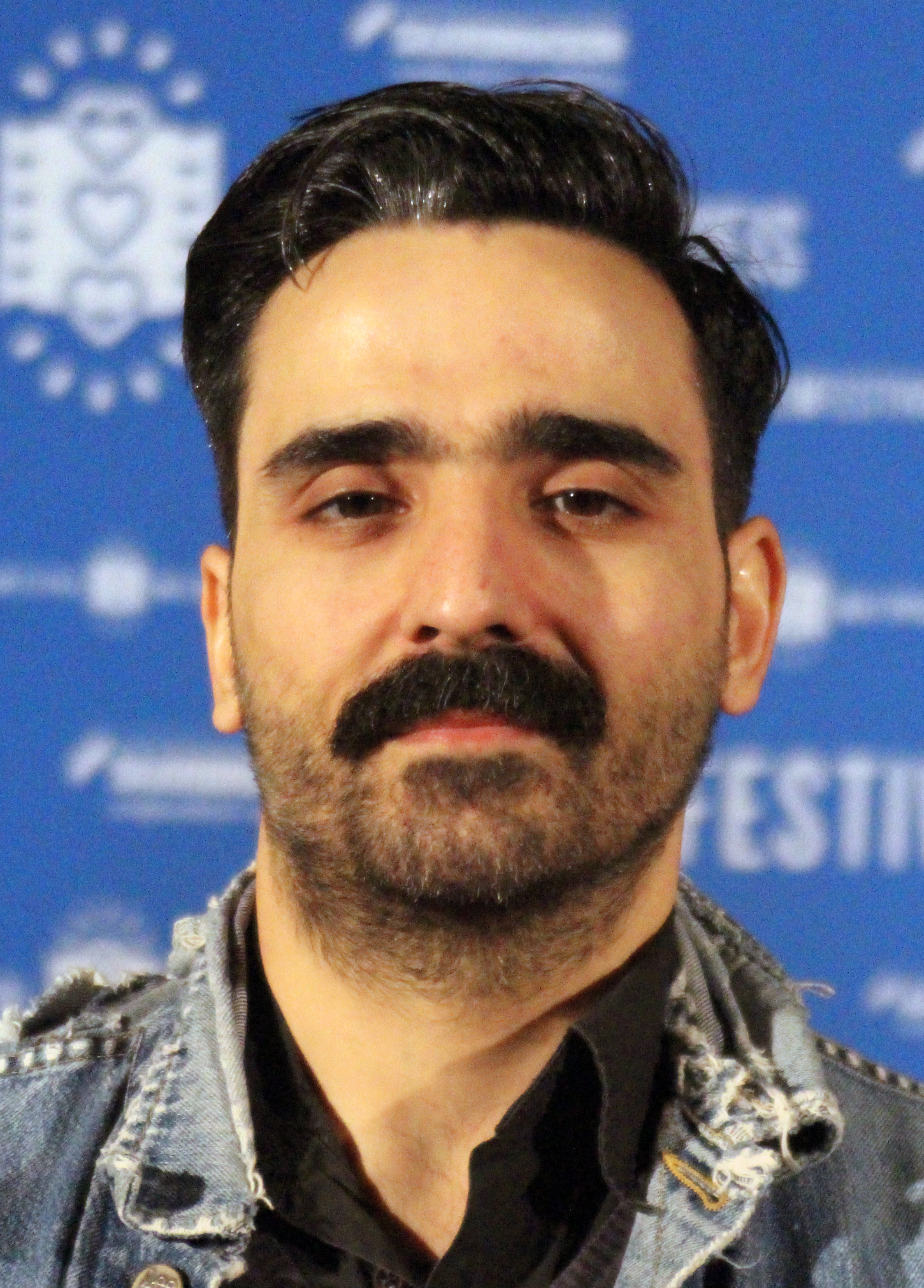
Cem Kaya (* 1976)

- Kaya, Cüneyt (* 1980), deutsch-türkischer Regisseur, Drehbuchautor und Filmproduzent
- Kaya, Doğa (* 1984), türkischer Fußballspieler
- Kaya, Emre (* 1985), türkischer Popmusiker
- Kaya, Enes (* 1984), türkischer Schauspieler
- Kaya, Erdal (* 1987), kurdischer Dramatiker, Schauspieler und Drehbuchautor
- Kaya, Ersin (* 1993), australischer Fußballspieler
- Kaya, Ezgi (* 2001), türkische Langstreckenläuferin
- Kaya, Fatih (* 1999), deutsch-türkischer Fußballspieler
- Kaya, Fatma Betül Sayan (* 1981), türkische Politikerin und Ministerin
- Kaya, Ferzende (* 1978), kurdischer Journalist und Schriftsteller in der Türkei
- Kaya, Gökcan (* 1995), dänischer Fußballspieler
- Kaya, Gözde (* 1988), türkische Schauspielerin
- Kaya, Güngör (* 1990), deutsch-türkischer Fußballspieler
- Kaya, Halil (1920–2000), türkischer Ringer
- Kaya, Harun (* 1951), türkischer Fußballspieler
- Kaya, Hasan (* 1995), türkischer Fußballspieler
- Kaya, Hasan Can (* 1989), türkischer Komiker und Stand-up-Comedian
- Kaya, Hayal (* 1988), türkische Schauspielerin
- Kaya, Hazal (* 1990), türkische SchauspielerinHazal Kaya (* 1990)

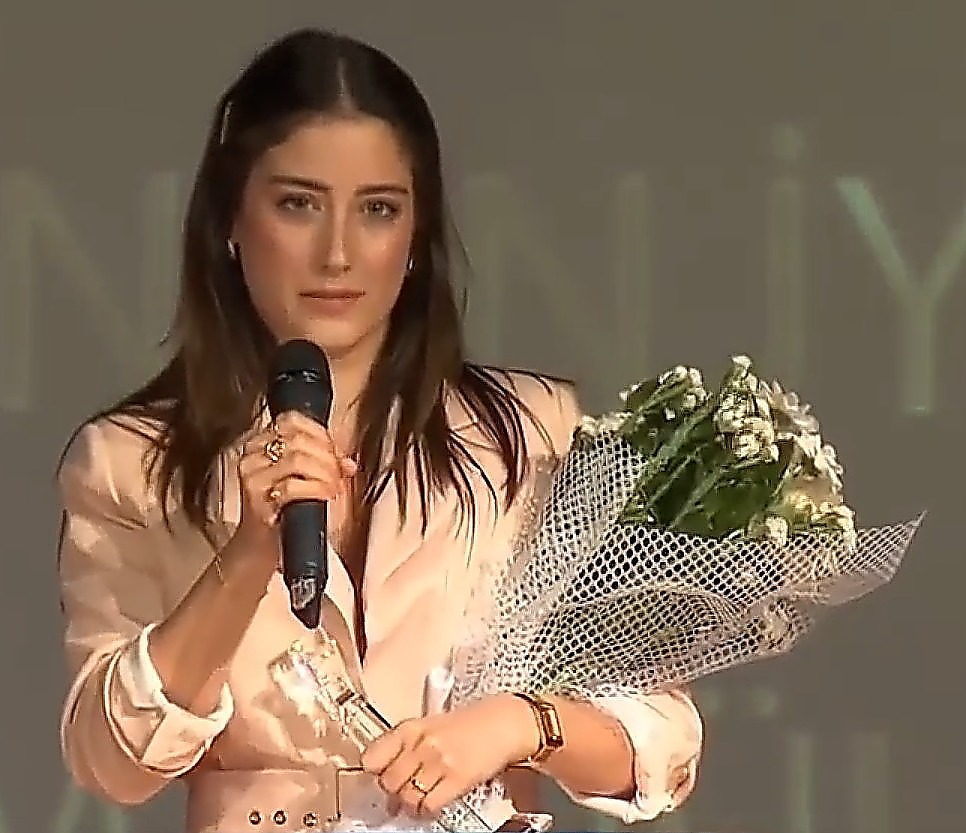
Hazal Kaya (* 1990)

- Kaya, Hüda (* 1960), türkische Politikerin und Aktivistin für Frauen- und Menschenrechte
- Kaya, Ibrahim (* 1966), deutscher Architekt und Schriftsteller
- Kaya, Kazuma (* 1996), japanischer Kunstturner
- Kaya, Kıvılcım (* 1992), türkische Diskuswerferin
- Kaya, Markus (* 1979), deutscher Fußballspieler
- Kaya, Mehmet Oğuz (* 1969), türkischer Richter, Generalsekretär des Verfassungsgerichts der Türkei
- Kaya, Metin (* 1961), deutscher Politiker (BSW, Die Linke), MdHB
- Kaya, Murat (* 1963), Schweizer Unternehmer und Politiker (FDP)
- Kaya, Murat (* 1971), deutscher Comic-Autor
- Kaya, Mustafa Tuna (* 1984), türkischer Fußballspieler
- Kaya, Nazlı Pınar (* 1992), türkische Schauspielerin
- Kaya, Nurullah (* 1986), türkischer Fußballspieler
- Kaya, Oğuzhan (* 2001), türkischer Leichtathlet
- Kaya, Okinori (1889–1977), japanischer Politiker
- Kaya, Özgü (* 1996), türkische Schauspielerin
- Kaya, Saffet (* 1981), türkischer Fußballspieler
- Kaya, Samed Ali (* 1995), türkischer Fußballspieler
- Kaya, Seiji (1898–1988), japanischer Physiker und Wissenschaftsorganisator
- Kaya, Semih (* 1991), türkischer Fußballspieler
- Kaya, Şerafettin (1929–2022), kurdischer Rechtsanwalt, Lehrer und Menschenrechtler
- Kaya, Seray (* 1991), türkische Schauspielerin
- Kaya, Sercan (* 1988), türkischer Fußballspieler
- Kaya, Serkan (* 1977), türkischer MusicaldarstellerSerkan Kaya (* 1977)

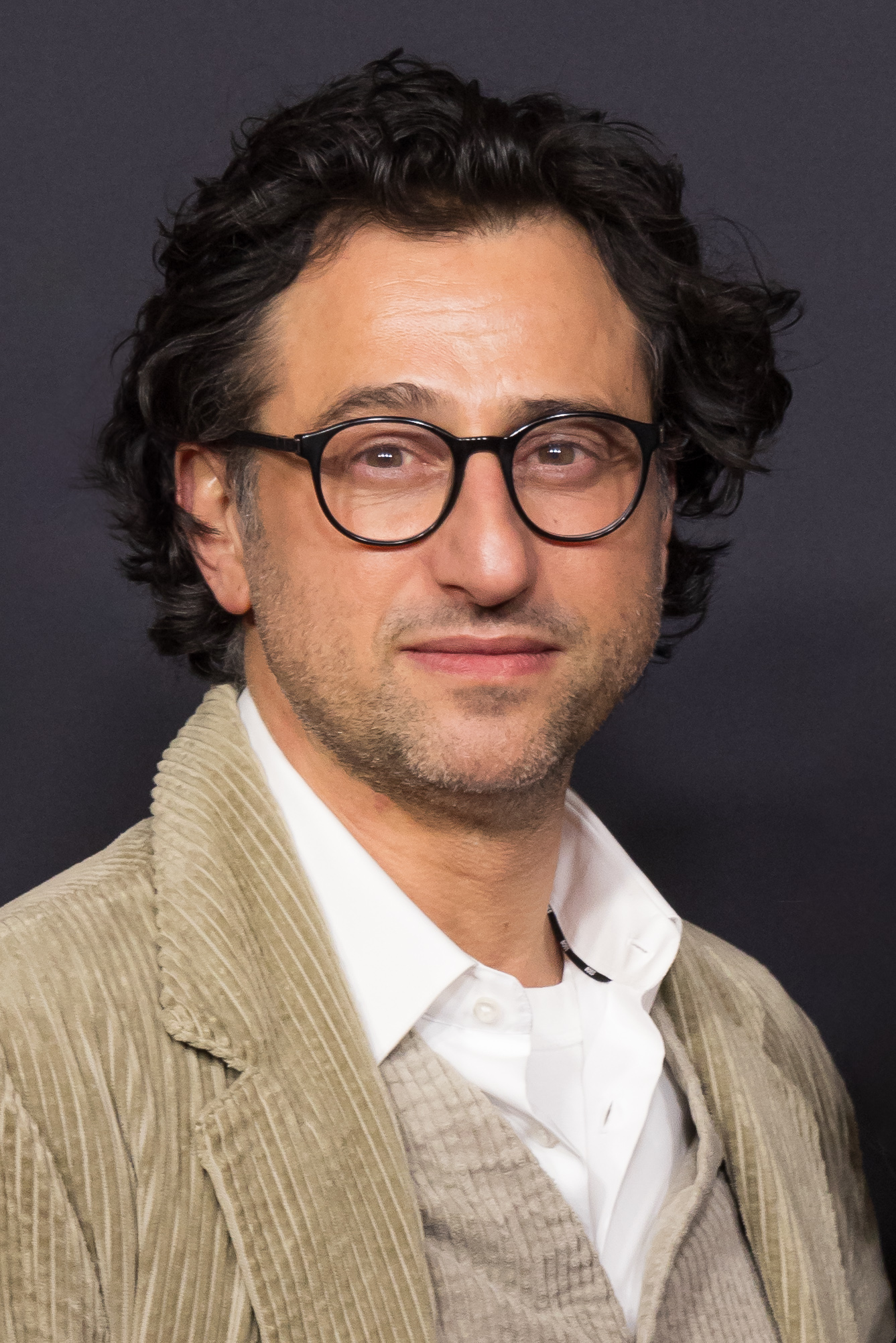
Serkan Kaya (* 1977)

- Kaya, Shirao (1738–1781), japanischer Haiku-Poet
- Kaya, Simone (1937–2007), ivorische Schriftstellerin
- Kaya, Suat (* 1967), türkischer Fußballspieler und -trainer
- Kaya, Şükrü (1883–1959), türkischer Politiker
- Kaya, Sümeyra (* 1983), deutsch-türkische RadiomoderatorinSümeyra Kaya (* 1983)

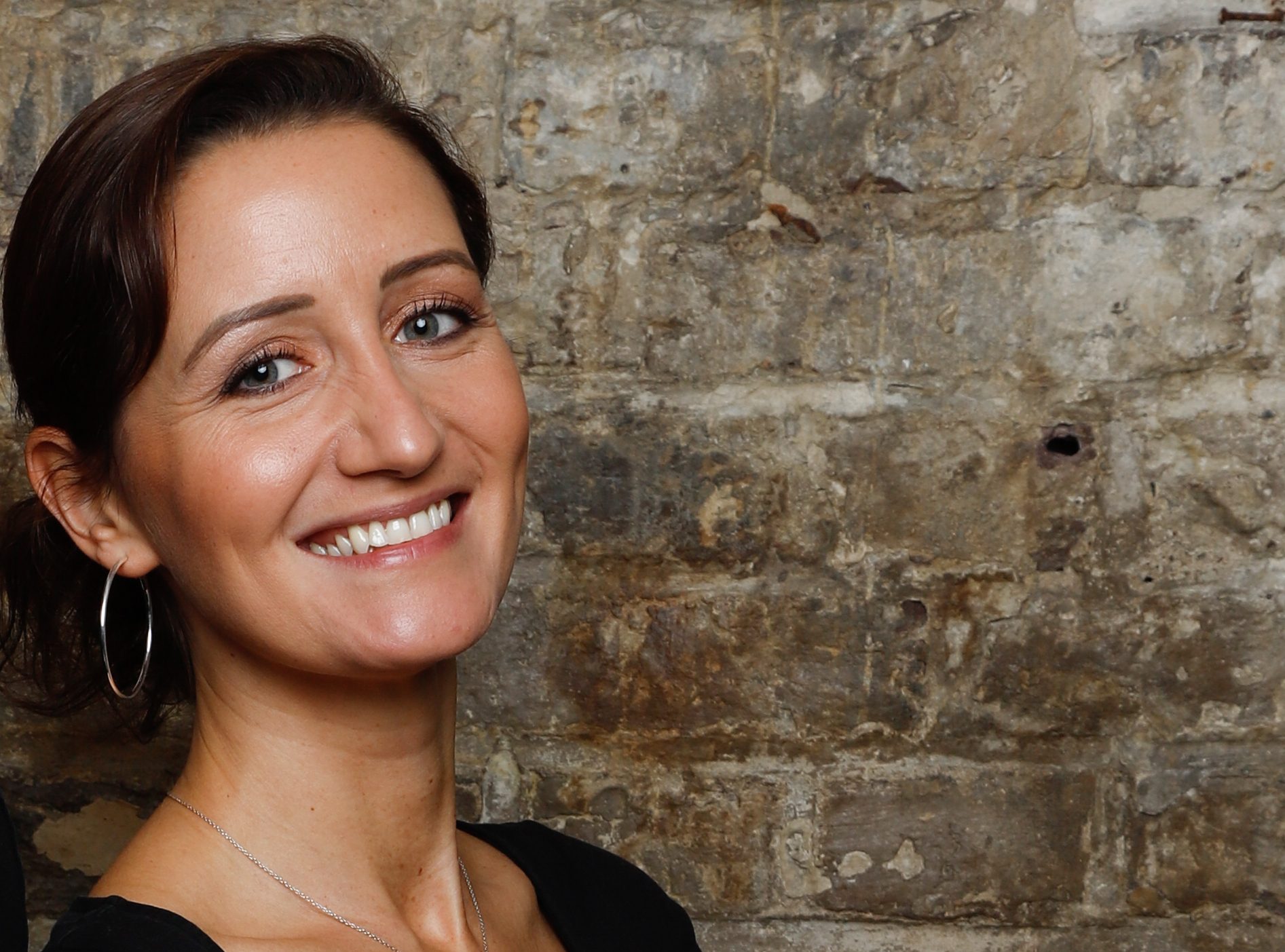
Sümeyra Kaya (* 1983)

- Kaya, Teresa A. K. (* 1984), deutsche Diakoniewissenschaftlerin und Hochschullehrerin
- Kaya, Ugur (* 1988), deutscher Schauspieler
- Kaya, Umut (* 1987), türkischer Fußballspieler
- Kaya, Umut (* 1990), türkischer Fußballspieler
- Kaya, Vicky (* 1978), griechisches Model
- Kaya-Karadağ, Sevim (* 1972), deutsche Politikerin (SPD), MdL
- Kayaalp, Rıza (* 1989), türkischer Ringer
- Kayabaşı, Mustafa (* 1988), türkischer Fußballspieler
- Kayabunar, Alper (* 1985), türkisch-deutscher Fußballspieler und -trainer
- Kayacan, Buse (* 1992), türkische Volleyballspielerin
- Kayacan, Kemal (1915–1992), türkischer Admiral
- Kayacık, Aykut (* 1962), deutscher Schauspieler und Regisseur
- Kayador, Onur (* 1955), türkischer Fußballspieler
- Kayah (* 1967), polnische SängerinKayah (* 1967)

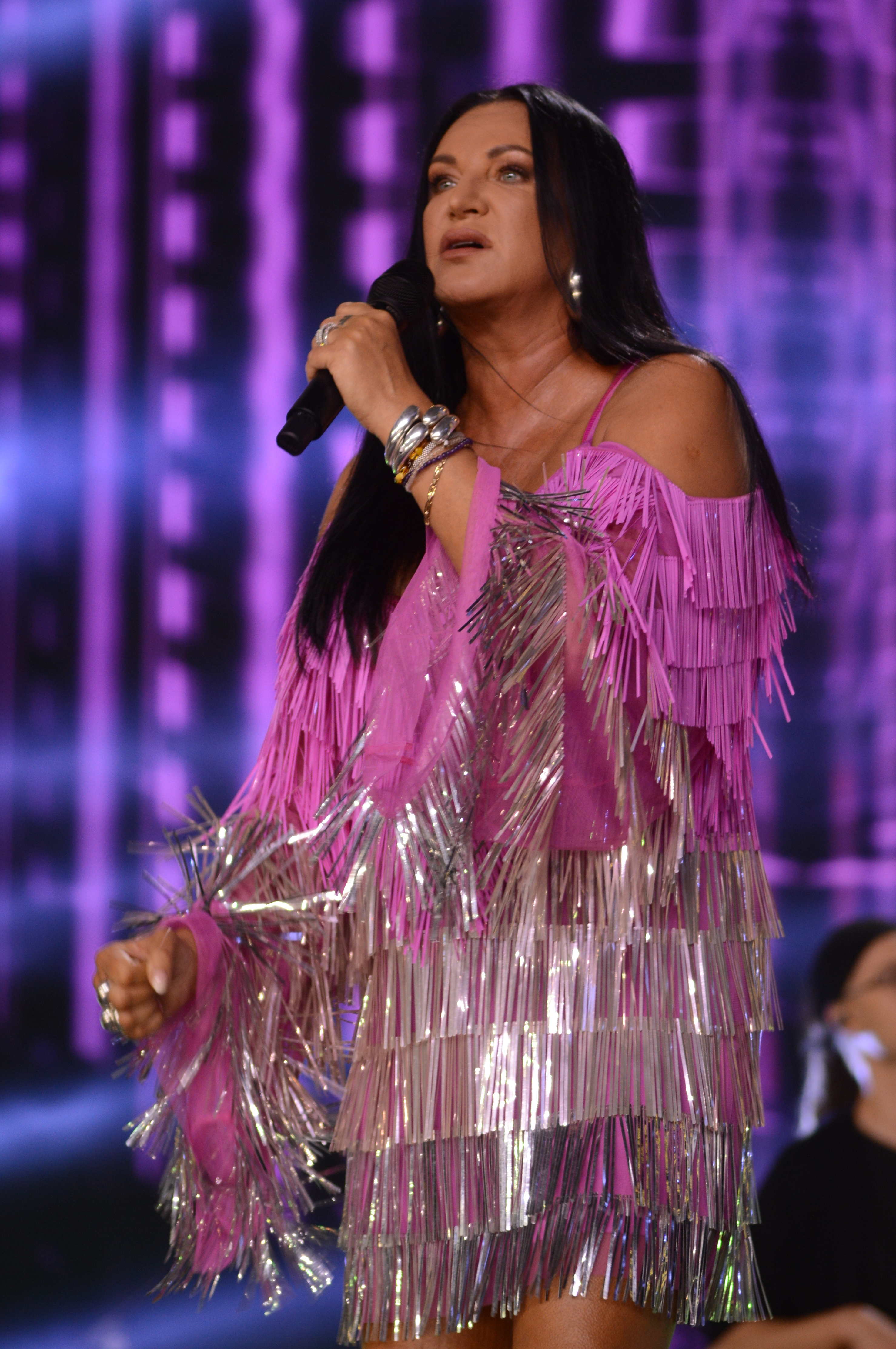
Kayah (* 1967)

- Kayakesen, Ahmet (* 1988), türkischer Schauspieler
- Kayal, Biram (* 1988), israelischer Fußballnationalspieler
- Kayal, Neeraj, indischer Mathematiker
- Kayalar, Defne (* 1975), türkische Schauspielerin und Filmproduzentin
- Kayalar, Lütfullah (* 1952), türkischer Politiker
- Kayalar, Özge (* 1996), deutsche Schauspielerin und Synchronsprecherin
- Kayalı, Abdülkadir (* 1991), türkischer Fußballspieler
- Kayalı, Ali (* 1965), türkischer Ringer
- Kayalı, Kağan (* 1999), türkischer Fußballspieler
- Kayalı, Murat (* 1989), türkischer Fußballspieler
- Kayali, Nadja, österreichische Journalistin, Musikwissenschaftlerin und Regisseurin
- Kayam, Umar (1932–2002), indonesischer Soziologe und Schriftsteller
- Kayama, Matazō (1927–2004), japanischer Maler
- Kayama, Shirō (1900–1972), japanischer Maler im Yōga-Stil
- Kayama, Yumi († 2005), japanische Mangaka
- Kayan, Yalçın (* 1999), türkischer Fußballspieler
- Kayani, Ashfaq Parvez (* 1952), pakistanischer Militärangehöriger
- Kayano, Aoi (* 1969), japanische Schriftstellerin
- Kayano, Shigeru (1926–2006), japanischer Forscher der Ainu-Kultur
- Kayanuma, Yūsei (* 1993), japanischer Fußballspieler
- Kayaoğlu, Cahit (* 1974), türkischer Schauspieler
- Kayaoğlu, Nurettin (* 1992), deutsch-türkischer Fußballspieler
- Kayapó, Tuíre († 2024), Aktivistin der Indigenen Brasiliens
- Kayar, Oğuzhan (* 1995), türkischer Fußballspieler
- Kayara, Roy (* 1990), neukaledonischer Fußballspieler
- Kayasoy, Seydi (* 1998), türkischer Fußballspieler

### Kayb
- Kayb'il B'alam, Prinz und Feldherr der Mam-Maya

### Kayd
- Kaydanovskiy, Andrey (* 1987), russischer Balletttänzer und Choreograph

### Kaye
- Kaye, A. E., US-amerikanischer Tontechniker
- Kaye, Alicia (* 1983), kanadische Triathletin
- Kaye, Billy (1932–2022), US-amerikanischer Jazzmusiker (Schlagzeug)
- Kaye, Bob († 2019), US-amerikanischer Jazzmusiker (Piano)
- Kaye, Bruno (1878–1946), deutscher Landwirt und Politiker (DDP), MdL
- Kaye, Cab (1921–2000), britisch-ghanaischer Musiker und Diplomat
- Kaye, Caren (* 1951), US-amerikanische Schauspielerin
- Kaye, Carl (* 1953), österreichischer Musiker
- Kaye, Carol (* 1935), US-amerikanische Bassistin und Gitarristin
- Kaye, Celia (* 1942), US-amerikanische Schauspielerin
- Kaye, Danny (1911–1987), US-amerikanischer Schauspieler, Komiker und SängerDanny Kaye (1911–1987)

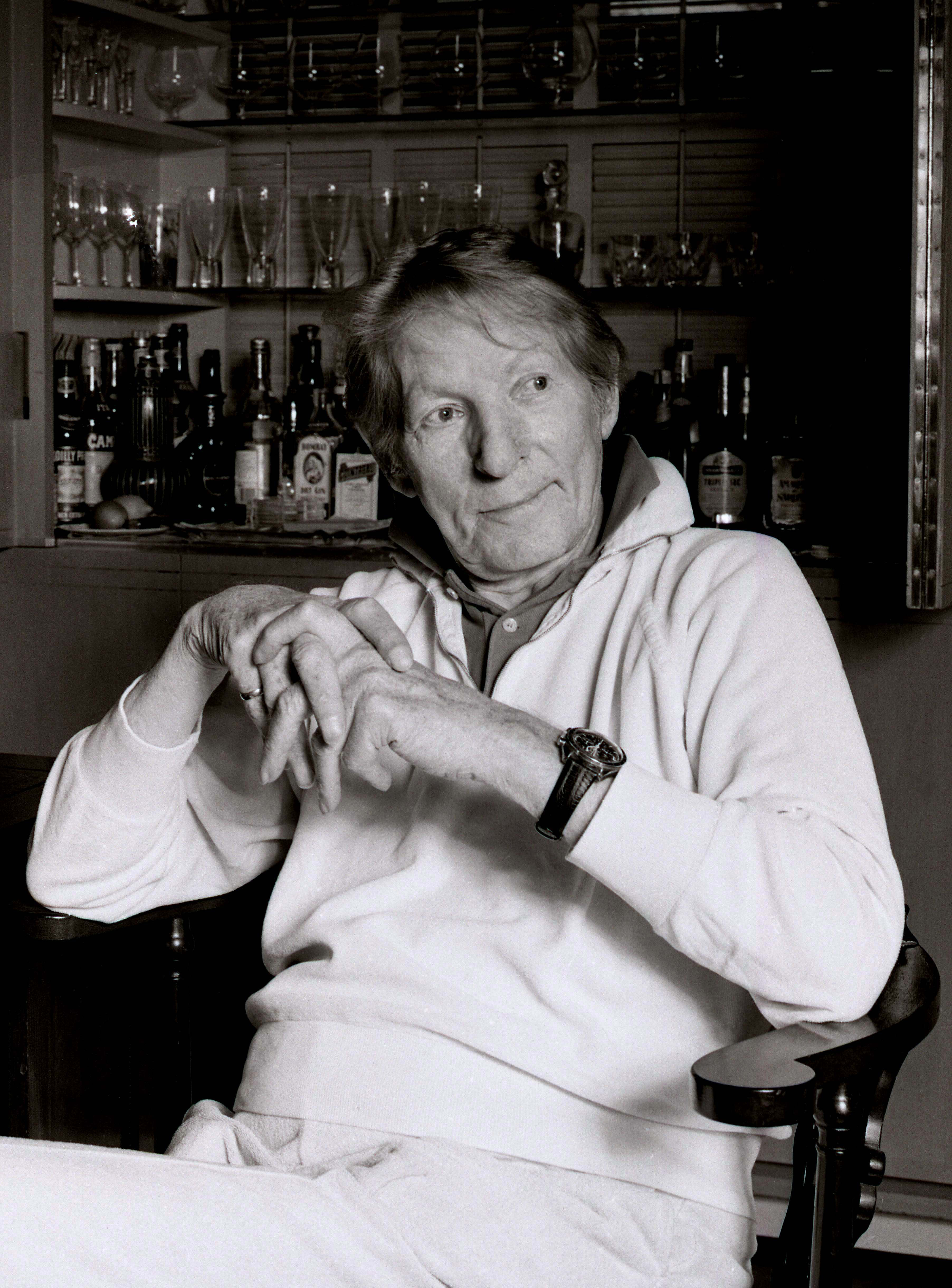
Danny Kaye (1911–1987)

- Kaye, Darwood (1929–2002), US-amerikanischer Kinderdarsteller
- Kaye, David (* 1968), US-amerikanischer Rechtswissenschaftler und UN-Sonderberichterstatter
- Kaye, Davy (1916–1998), britischer Schauspieler
- Kaye, Dinah (1924–2011), britische Blues- und Jazzsängerin
- Kaye, Eddie (1926–2013), US-amerikanischer Jazzmusiker
- Kaye, Gorden (1941–2017), britischer Schauspieler und Komiker
- Kaye, Harry (1919–1992), englischer Fußballspieler
- Kaye, Ivan (* 1961), britischer Fernseh-, Film- und Theaterschauspieler
- Kaye, Joel (1940–2022), US-amerikanischer Jazzmusiker (Holzblasinstrumente), Arrangeur und Bigband-Leader
- Kaye, Jonathan (* 1970), US-amerikanischer Golfer
- Kaye, Laurence (* 1970), britischer Politiker und Vorsitzender der Pirate Party UK (PPUK)
- Kaye, Lenny (* 1946), US-amerikanischer Musiker, Gitarrist der Patti Smith Group
- Kaye, Marina (* 1998), französische Popsängerin
- Kaye, Mark-Anthony (* 1994), kanadisch-kolumbianischer Fußballspieler
- Kaye, Mary (1924–2007), US-amerikanische Musikerin (Gesang, Gitarre)
- Kaye, Mary M. (1908–2004), britische Autorin
- Kaye, Norman (1927–2007), australischer Schauspieler
- Kaye, Paul (* 1965), britischer SchauspielerPaul Kaye (* 1965)

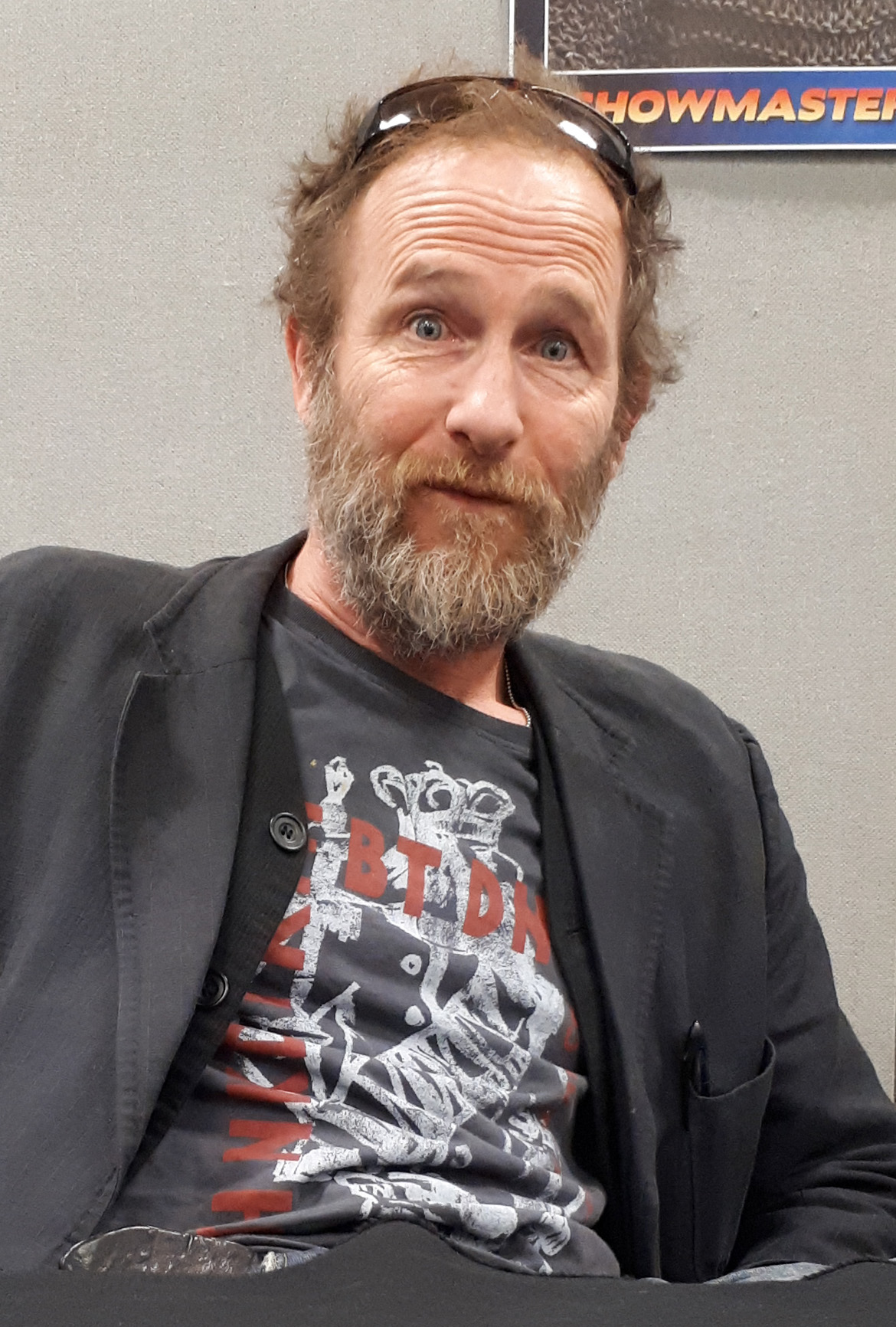
Paul Kaye (* 1965)

- Kaye, Peter (* 1979), englischer Fußballspieler
- Kaye, Sammy (1910–1987), US-amerikanischer Orchesterleiter, Komponist und Saxophonist
- Kaye, Simon (* 1935), britischer Tontechniker
- Kaye, Stubby (1918–1997), US-amerikanischer Entertainer, Sänger und Schauspieler
- Kaye, Thorsten (* 1966), deutsch-britischer Schauspieler
- Kaye, Tony (* 1946), britischer Rockmusiker
- Kaye, Tony (* 1952), britischer Regisseur
- Kaye, Ulrich (* 1932), deutscher Politiker (NPD), MdL
- Kaye-Ree (* 1979), deutsch-persische Soulsängerin
- Kayed, Akay (* 1983), deutscher R&B-/Pop-SängerAkay Kayed (* 1983)

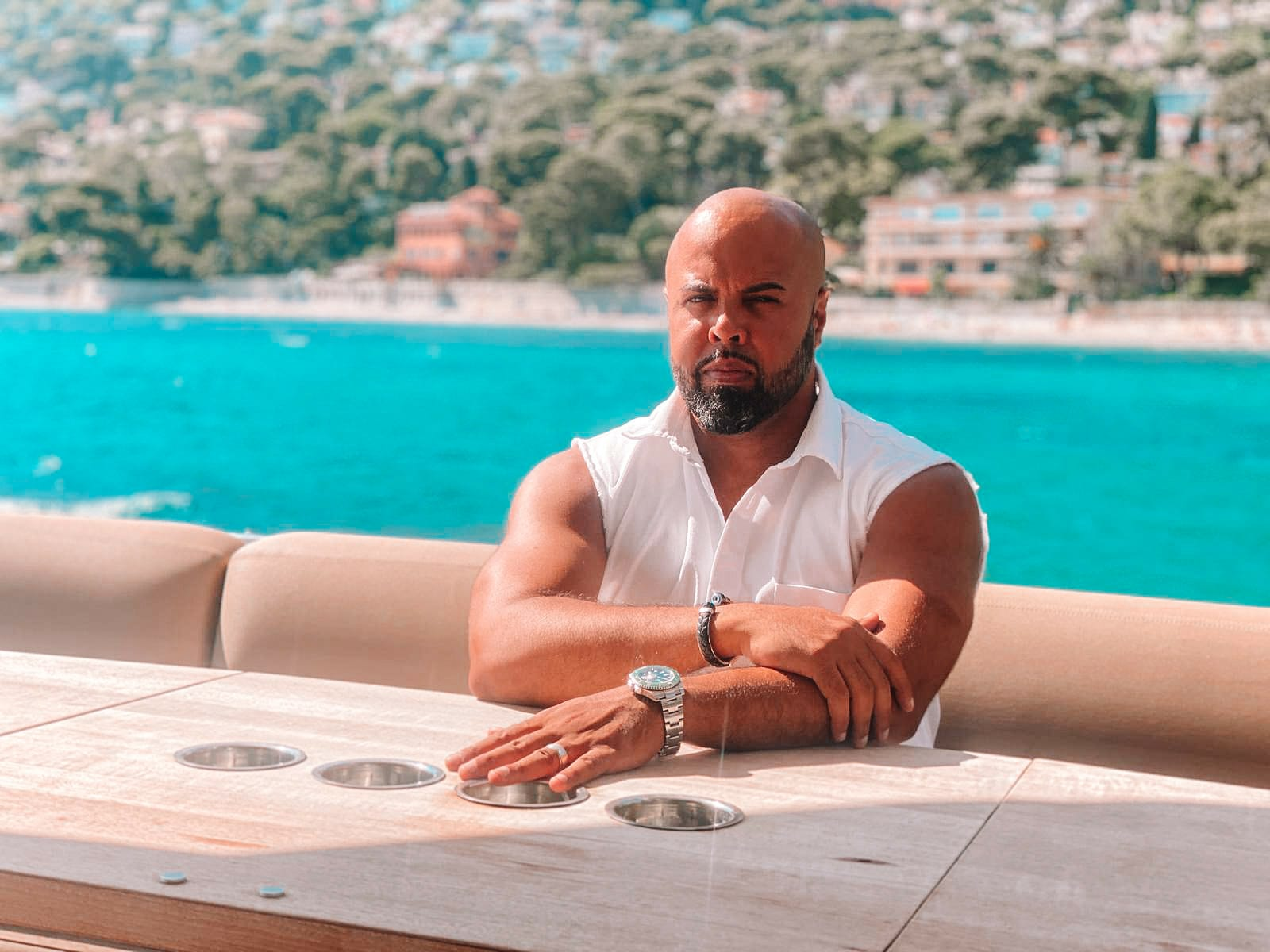
Akay Kayed (* 1983)

- Kayef (* 1994), deutscher Rap- und Pop-Musiker
- Kayele, Tuihaleni (* 1964), namibischer Langstreckenläufer
- Kayembe, Edo (* 1998), kongolesischer Fußballspieler
- Kayembe, Joris (* 1994), belgischer Fußballspieler
- Kayenburg, Martin (* 1940), deutscher Manager, Politiker (CDU), MdL

### Kayg
- Kaygın, Dennis (* 2004), türkischer Fußballspieler
- Kaygusuz, Selman (* 1963), türkischer Federgewichts-Ringer
- Kaygusuz, Sema (* 1972), türkische Schriftstellerin

### Kayh
- Kayhan, Coşkun (* 1986), österreichisch-türkischer Fußballspieler
- Kayhan, Tanju (* 1989), österreichischer Fußballspieler
- Käyhkö, Tauno (* 1950), finnischer und kanadischer Skispringer

### Kayi
- Kayibanda, Grégoire (1924–1976), ruandischer Politiker
- Kayıhan, Ümit (1954–2018), türkischer Fußballspieler
- Kayikçi, Hasret (* 1991), deutsch-türkische FußballspielerinHasret Kayikçi (* 1991)

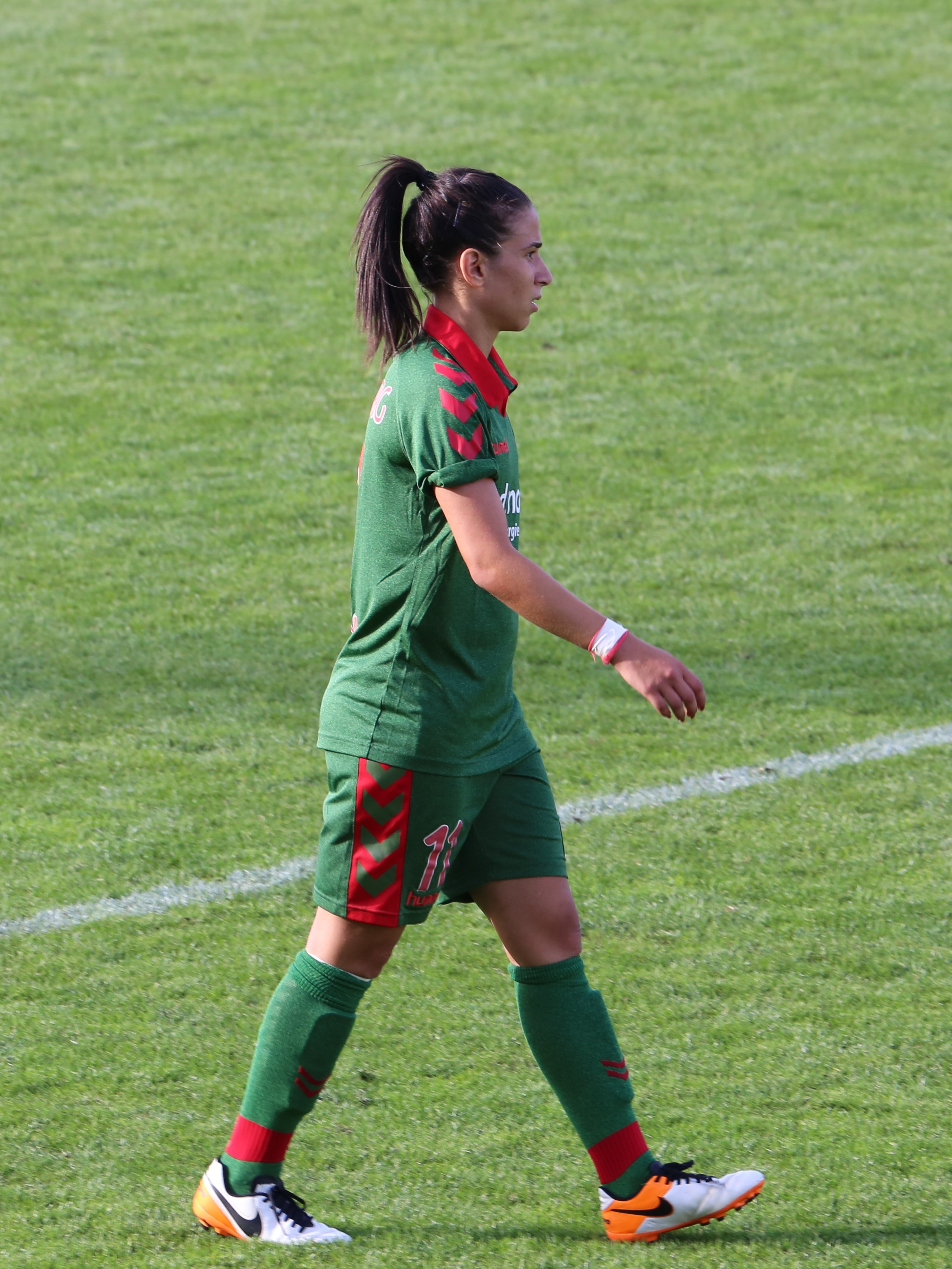
Hasret Kayikçi (* 1991)

- Kayikwamba Wagner, Thérèse (* 1983), kongolesische Politikwissenschaftlerin und Außenministerin (Demokratische Republik Kongo)
- Kayil, Jack (* 2006), deutscher Basketballspieler
- Kayitare, Ibrahim, islamischer Rechtsgelehrter

### Kayk
- Kaykin, Zülfiye (* 1968), deutsche Politikerin (SPD)
- Kayky (* 2003), brasilianischer Fußballspieler

### Kayl
- Kaylan, Howard (* 1947), US-amerikanischer Rockmusiker und Sänger
- Kaylin, Samuel (1892–1983), ukrainisch-US-amerikanischer Filmkomponist
- Kaylor, Joe (1916–1999), US-amerikanischer Handballspieler
- Kaylynn (* 1977), US-amerikanische Pornodarstellerin

### Kaym
- Kaym, Franz (1891–1949), österreichischer Architekt
- Kaymak, Burhanettin (* 1973), deutsch-türkischer Fußballspieler
- Kaymak, Nuesret (* 1967), deutscher Grafiker, Illustrator, Trickfilmer, Autor und Kleinschauspieler
- Kaymakçı, Eyüp (* 1981), türkischer Fußballspieler
- Kaymakçı, Mehmet (1956–1985), türkischer Mann, von Hamburger Skinheads getötet
- Kaymakci, Ünal (* 1972), Islamfunktionär, Rechtsanwalt, Vorstand der Islamischen Gemeinschaft der schiitischen Gemeinden Deutschlands, Vorstand der Islamischen Religionsgemeinschaft Hessen
- Kayman, Murat (* 1973), deutscher Rechtsanwalt
- Kaymaz, Cemal (* 1997), deutsch-türkischer Fußballspieler
- Kaymaz, Yildiray (* 1975), deutscher Rocker
- Kaymer, Martin (* 1984), deutscher GolfspielerMartin Kaymer (* 1984)

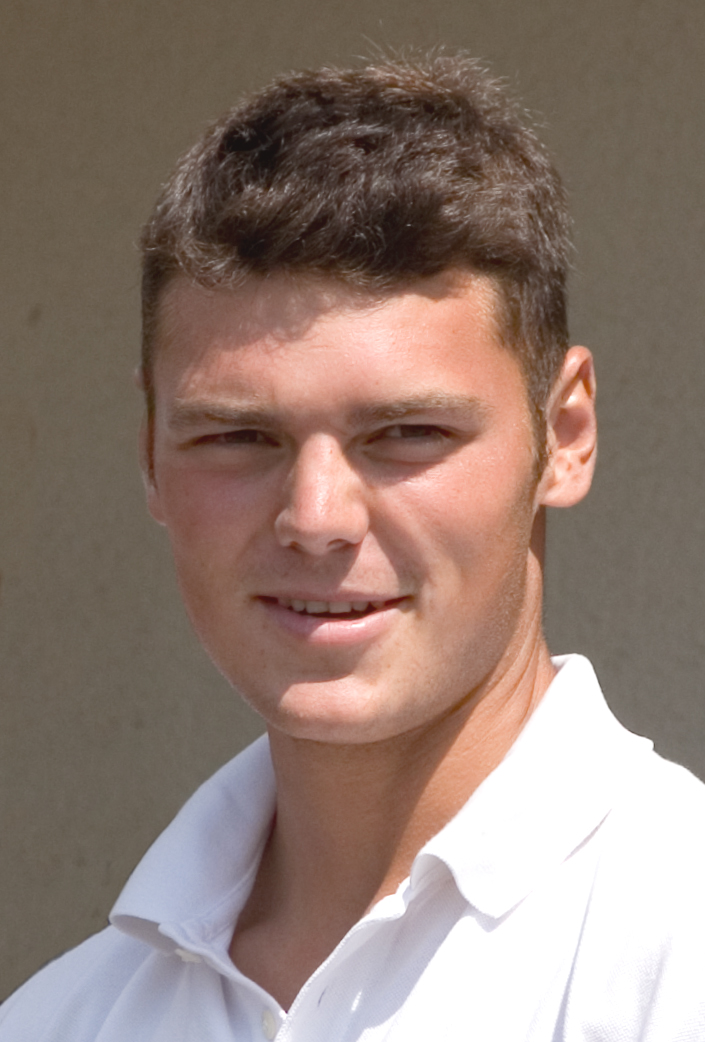
Martin Kaymer (* 1984)

- Kaymer, Renate (* 1957), deutsche Architektin und Denkmalpflegerin (Stadtkonservatorin in Köln)

### Kayn
- Kayn, Roland (1933–2011), deutscher Organist und Komponist
- Kaynak, Erol (1934–2015), türkischer Fußballspieler und -trainer
- Kaynak, Orhan (* 1970), türkischer Fußballspieler und -trainer
- Kaynak, Reşit (1952–1999), türkischer Fußballspieler und -trainer
- Kaynak, Şahan (* 1998), deutsch-türkischerer Fußballspieler
- Kaynak, Veysi (* 1962), türkischer Jurist und Politiker
- Kaynar, Gad (* 1947), israelischer Dramaturg, Regisseur, Autor, Übersetzer und Hochschullehrer
- Kaynarca, Erdem (* 1992), türkischer Schauspieler
- Kayne, Ana Cruz (* 1984), US-amerikanische Schauspielerin
- Kayne, Tarah (* 1993), US-amerikanische Eiskunstläuferin
- Kaynor, Will Kirk (1884–1929), US-amerikanischer Politiker

### Kayo
- Kayo, österreichischer Rapper
- Kayo, Bryang (* 2002), US-amerikanischer Fußballspieler
- Kayo, Samson (* 1991), britischer Schauspieler und Drehbuchautor
- Kayode, Larry (* 1993), nigerianischer FußballspielerLarry Kayode (* 1993)

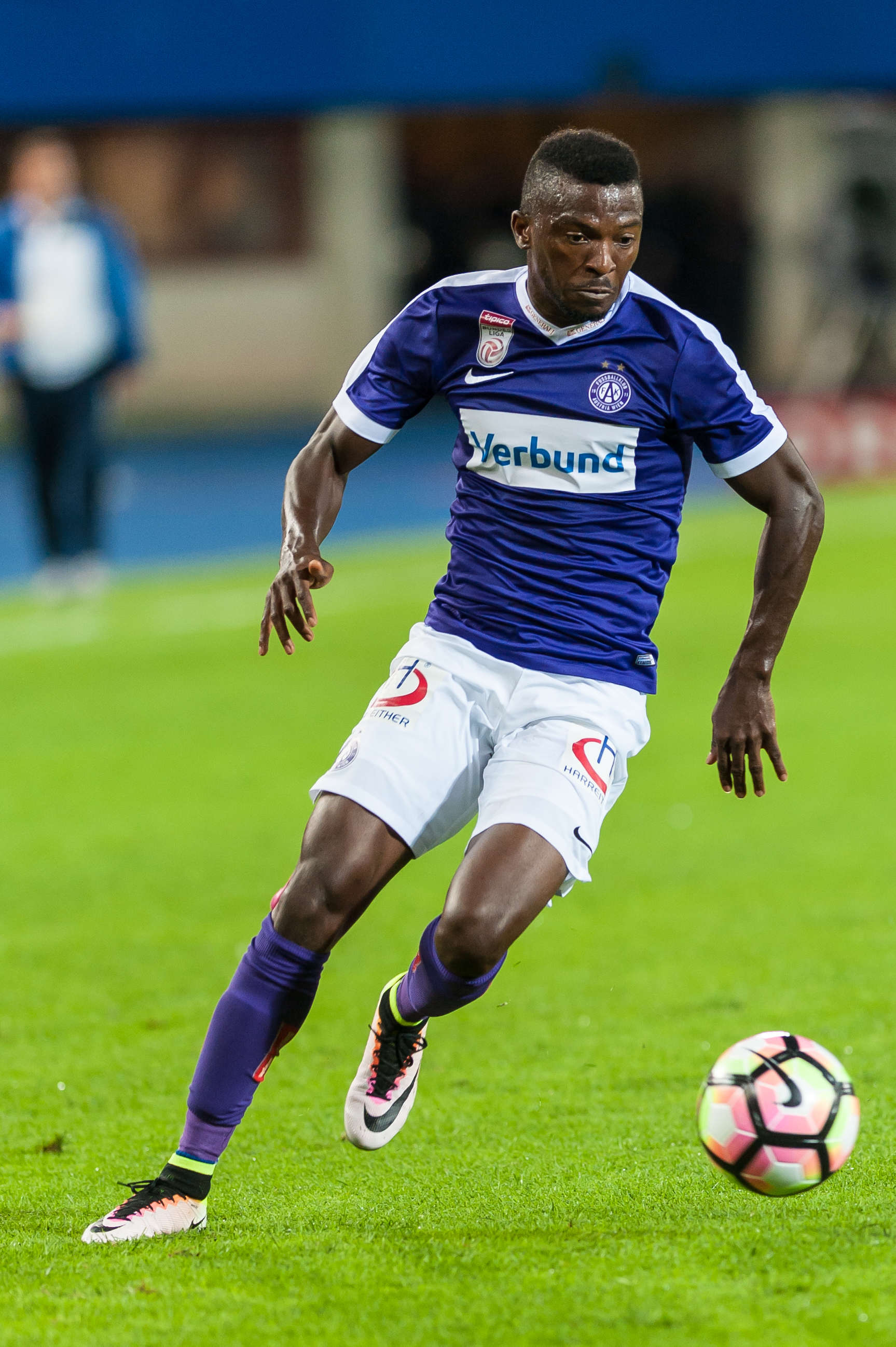
Larry Kayode (* 1993)

- Kayode, Lateef (* 1983), nigerianischer Boxsportler
- Kayode, Michael (* 2004), italienischer Fußballspieler
- Kayode, Oluyemi (1968–1994), nigerianischer Sprinter
- Kayombo, Axel (* 2006), kongolesischer Fußballspieler
- Kayongo-Mutumba, Martin (* 1985), schwedischer Fußballspieler ugandischer Abstammung
- Kayoru, japanische Mangaka

### Kayp
- Kaypakkaya, İbrahim (1949–1973), türkischer Gründer der Kommunistischen Partei der Türkei/Marxisten-Leninisten

### Kayr
- Kayrouz, Raymond (* 1970), libanesischer Skirennläufer

### Kays
- Kaysar, Salloum, libanesischer Radrennfahrer
- Kaysel, Friedrich (1808–1895), deutscher Jurist und Theologe
- Kaysel, Ottilie (1875–1956), deutsche Malerin und Graphikerin
- Kaysel, Otto (1843–1937), deutscher Rechtsanwalt, Stadtrat und Schriftsteller
- Kaysen, Carl (1920–2010), US-amerikanischer Wirtschaftswissenschaftler, Autor und Regierungsberater
- Kaysen, Susanna (* 1948), US-amerikanische Schriftstellerin
- Kayser von Gáad, Ludwig (1862–1945), banat-schwäbischer römisch-katholischer Dompropst
- Kayser von Kaysern, Johann Andreas (1716–1776), Bischof von Königgrätz, Generalvikar von Prag
- Kayser, Aaron (* 1999), deutscher Basketballspieler
- Kayser, Adolf (1828–1912), deutscher Verwaltungsbeamter und Reichstagsabgeordneter
- Kayser, Albert (1898–1944), deutscher Politiker (KPD), MdR
- Kayser, Albrecht Christoph (1756–1811), Bibliothekar am Hof von Thurn und Taxis in Regensburg, Schriftsteller und Historiker
- Kayser, Alois (1877–1944), deutscher Missionar in Nauru
- Kayser, Anna (1885–1962), deutsche Schriftstellerin
- Kayser, Armand (1902–1968), luxemburgischer Verwaltungsjurist
- Kayser, Arthur (1871–1938), deutscher Unternehmer und Industrieller
- Kayser, Bernhard (1869–1954), deutscher Augenarzt
- Kayser, Birgit (* 1952), deutsche Politikerin (CDU)
- Kayser, Carl (1909–1984), australischer Kameramann
- Kayser, Carl Gangolf (1837–1895), österreichischer Architekt
- Kayser, Carola von (* 1939), deutsche Filmschauspielerin
- Kayser, Charles Edmond (1882–1965), französischer Maler, Grafiker und Zeichner
- Kayser, Charles Willy (1881–1942), deutscher Schauspieler und Filmregisseur
- Kayser, Christian (1938–2025), deutscher Politiker (FDP), MdA
- Kayser, Christian Gottlob (1782–1857), deutscher Buchhändler, Verleger und Bibliograf
- Kayser, Conrad (1880–1954), deutscher Landschaftsmaler
- Kayser, Detlev (* 1931), deutscher Biochemiker
- Kayser, Dietrich (* 1944), deutscher Schriftsteller, Übersetzer, Hörspiel- und Sachbuchautor und Hochschullehrer
- Kayser, Ehrenfried August (1792–1873), preußischer Generalleutnant und Kommandant der Festung Luxemburg
- Kayser, Elfriede (1903–1988), deutsche Politikerin (GB/BHE), MdL
- Kayser, Emanuel (1845–1927), deutscher Geologe und Paläontologe
- Kayser, Emil (1854–1933), deutscher Verwaltungs- und Ministerialbeamter und Kommunalpolitiker
- Kayser, Engelbert (1840–1911), deutscher Designer und Zinngießer
- Kayser, Ferdinand (1863–1921), deutscher Kaufmann und Fabrikant
- Kayser, Frank (* 1964), deutscher Fußballspieler und -trainer
- Kayser, Franz Anton (1778–1867), Kaufmann und Politiker
- Kayser, Franz Josef (1928–2015), deutscher Politiker (CDU) und Verleger, Bürgermeister von Bad Honnef
- Kayser, Fritz Hermann (* 1933), deutscher Mikrobiologe und Hochschullehrer
- Kayser, Georg (1881–1945), preußischer Ministerialbeamter und stellvertretender Bevollmächtigter Preußens zum Reichsrat
- Kayser, Georg Ernst Justus (1754–1823), deutscher Maler
- Kayser, Godehard (* 1954), deutscher Jurist, Vorsitzender Richter am Bundesgerichtshof
- Kayser, Hans (1891–1964), deutsch-schweizerischer Kunst- und Musiktheoretiker
- Kayser, Hans (1911–1989), deutscher Ägyptologe
- Kayser, Hardy (* 1962), deutscher Musiker, Gitarrist, Songwriter
- Kayser, Heinrich Carl (1815–1879), deutscher Ingenieur und VDI-Vorsitzender
- Kayser, Heinrich Gustav Johannes (1853–1940), deutscher Physiker
- Kayser, Heinrich Joseph (1842–1917), deutscher Architekt
- Kayser, Heinrich Ludwig (1833–1904), deutscher Drucker und Verleger
- Kayser, Hermann (1895–1948), deutscher Sanitätsoffizier
- Kayser, Horst (* 1937), deutscher Ingenieur, ehrenamtlicher Bahnaktivist
- Kayser, Hugo (* 1953), Schweizer Politiker (CVP), Landammann von Nidwalden
- Kayser, Hugo von (1873–1949), deutscher General der Kavallerie
- Kayser, Isfrid (1712–1771), deutscher Barockkomponist und Prämonstratenser
- Kayser, Jas, britische Jazzmusikerin (Schlagzeug, Komposition)
- Kayser, Joachim († 1720), Orgelbauer
- Kayser, Joe (1891–1981), US-amerikanischer Bigband-Leader
- Kayser, Johann, deutscher Politiker
- Kayser, Johann (1654–1721), westfälischer Dichter, Prediger und Gymnasiallehrer
- Kayser, Johann (1826–1895), deutscher Theologe und Philologe, MdR
- Kayser, Johann Christian (1750–1813), deutscher Orgelbauer
- Kayser, Johann Friedrich (1685–1751), deutscher Rechtswissenschaftler und Hochschullehrer
- Kayser, Jürgen, deutscher Jurist und seit dem 1. März 2022 Leiter des Verfassungsschutzes Nordrhein-Westfalen
- Kayser, Karin (* 1967), Schweizer Politikerin (CVP), Landammann von Nidwalden
- Kayser, Karl (1843–1910), deutscher lutherischer Geistlicher und Kirchenhistoriker
- Kayser, Karl (1914–1995), deutscher Schauspieler, Regisseur, Intendant und Politiker (SED), MdV
- Kayser, Karl Julius (1809–1889), königlich preußische Generalmajor und zuletzt Kommandeur der Festung Torgau
- Kayser, Karl Ludwig (1808–1872), deutscher Klassischer Philologe
- Kayser, Karl Philipp (1773–1827), deutscher Klassischer Philologe
- Kayser, Klaus (* 1940), deutscher Schriftstellerarzt
- Kayser, Ludwig (1899–1984), deutscher Verwaltungsjurist und Kommunalpolitiker
- Kayser, Lutz (1939–2017), deutscher Luft- und Raumfahrtingenieur sowie Unternehmer
- Kayser, Mara (* 1966), deutsche Sängerin
- Kayser, Marc (* 1961), deutscher Journalist und Schriftsteller
- Kayser, Margaretha Susanna (1690–1774), deutsche Opernsängerin und -direktorin
- Kayser, Marie Elise (1885–1950), deutsche Kinderärztin; Begründerin der Frauenmilchsammelstellen in Deutschland
- Kayser, Max (1853–1888), deutscher Politiker (SPD), MdR
- Kayser, Max (* 1918), deutscher Geiger
- Kayser, Oliver (* 1967), deutscher Biotechnologe und Hochschullehrer
- Kayser, Otto (1915–1998), deutscher Maler und Grafiker
- Kayser, Paul (1845–1898), deutscher Jurist und Beamter
- Kayser, Paul (1869–1942), deutscher Maler
- Kayser, Paul (* 1979), luxemburgischer Kirchenmusiker, Komponist und Orgeldozent
- Kayser, Philipp Christoph (1755–1823), Pianist, Komponist, Orchestermusiker, Musikpädagoge, Freimaurer und Dichter
- Kayser, Philippe A. (* 1959), deutscher KomponistPhilippe A. Kayser (* 1959)

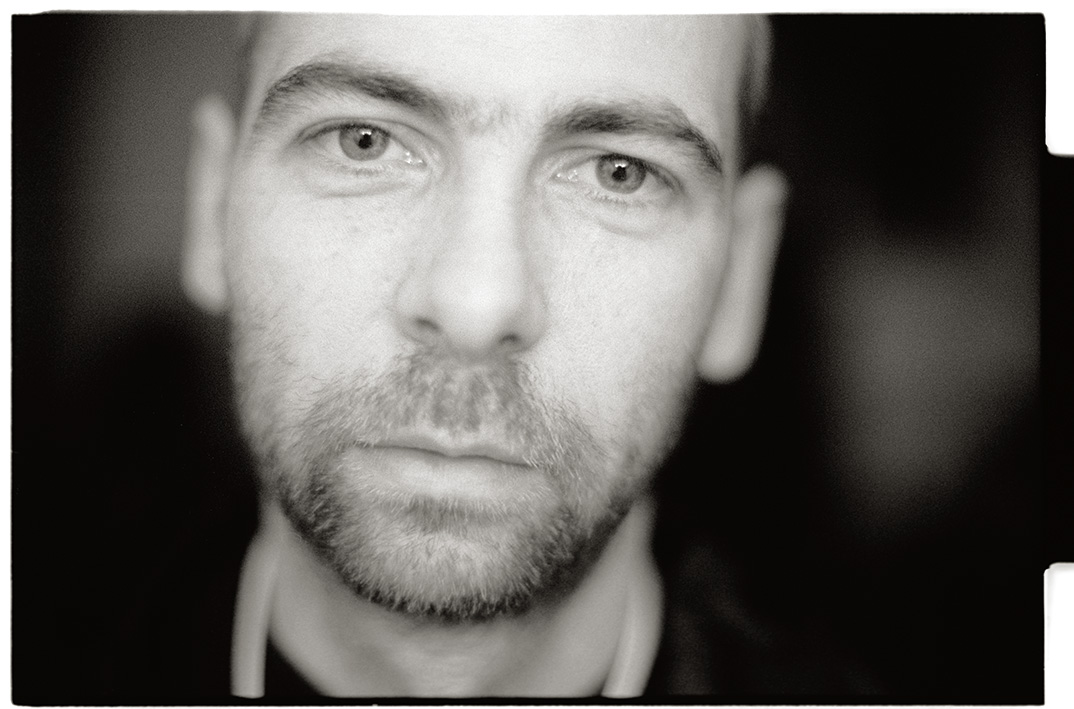
Philippe A. Kayser (* 1959)

- Kayser, Ralph (* 1965), deutscher Orthopäde
- Kayser, Robert (1805–1877), deutscher Kaufmann, Bankier und Kommunalpolitiker (MdHB)
- Kayser, Rolf (1931–2011), deutscher Wasserbauingenieur
- Kayser, Rolf (* 1960), deutscher Ziseleurmeister und Kunstgießer
- Kayser, Romana (* 1987), Schweizer Beachvolleyballspielerin
- Kayser, Rudolf (1889–1964), deutscher Literaturhistoriker, Biograf
- Kayser, Stephan (* 1948), deutscher Schauspieler, Synchronsprecher, Autor, Regisseur, Film- und Musikproduzent
- Kayser, Stephen Sally (1900–1988), deutschamerikanischer Kunsthistoriker
- Kayser, Syna (* 1990), deutsche Tennisspielerin
- Kayser, Ulrich (1898–1977), deutscher Dokumentarfilmregisseur
- Kayser, Wolfgang (1906–1960), deutscher Germanist
- Kayser-Eichberg, Carl (1873–1964), deutscher Maler
- Kayser-Eichberg, Jobst (1941–2023), deutscher Unternehmer
- Kayser-Landwehr, Martin (* 1958), deutscher Filmeditor
- Kayser-Langerhannß, Agnes (1818–1902), deutsche Schriftstellerin
- Kayser-Petersen, Julius Emil (1886–1954), deutscher Internist und Tuberkuloseforscher
- Kayserian, Ohannes († 1924), armenischer Publizist
- Kayserin, Sophia Wilhelmina (1677–1735), „Beutetürkin“ in Kursachsen
- Kayserling, Meyer (1829–1905), jüdischer Gelehrter
- Kayserling, Simon (1834–1898), jüdischer Pädagoge und Übersetzer
- Kaysha (* 1974), französischer Rapper, Sänger und Produzent
- Kaysing, Bill (1922–2005), US-amerikanischer Autor und Verschwörungstheoretiker
- Kaysø, Dick (* 1947), dänischer Schauspieler und Synchronsprecher
- Kaysser, Ferdinand August (1808–1873), deutscher Maurermeister und Kommunalpolitiker in der Freien Stadt Frankfurt
- Kayßer, Johann Christoph (1693–1720), deutscher Maler
- Kaysser-Pyzalla, Anke (* 1966), deutsche Werkstoffwissenschaftlerin und UniversitätspräsidentinAnke Kaysser-Pyzalla (* 1966)

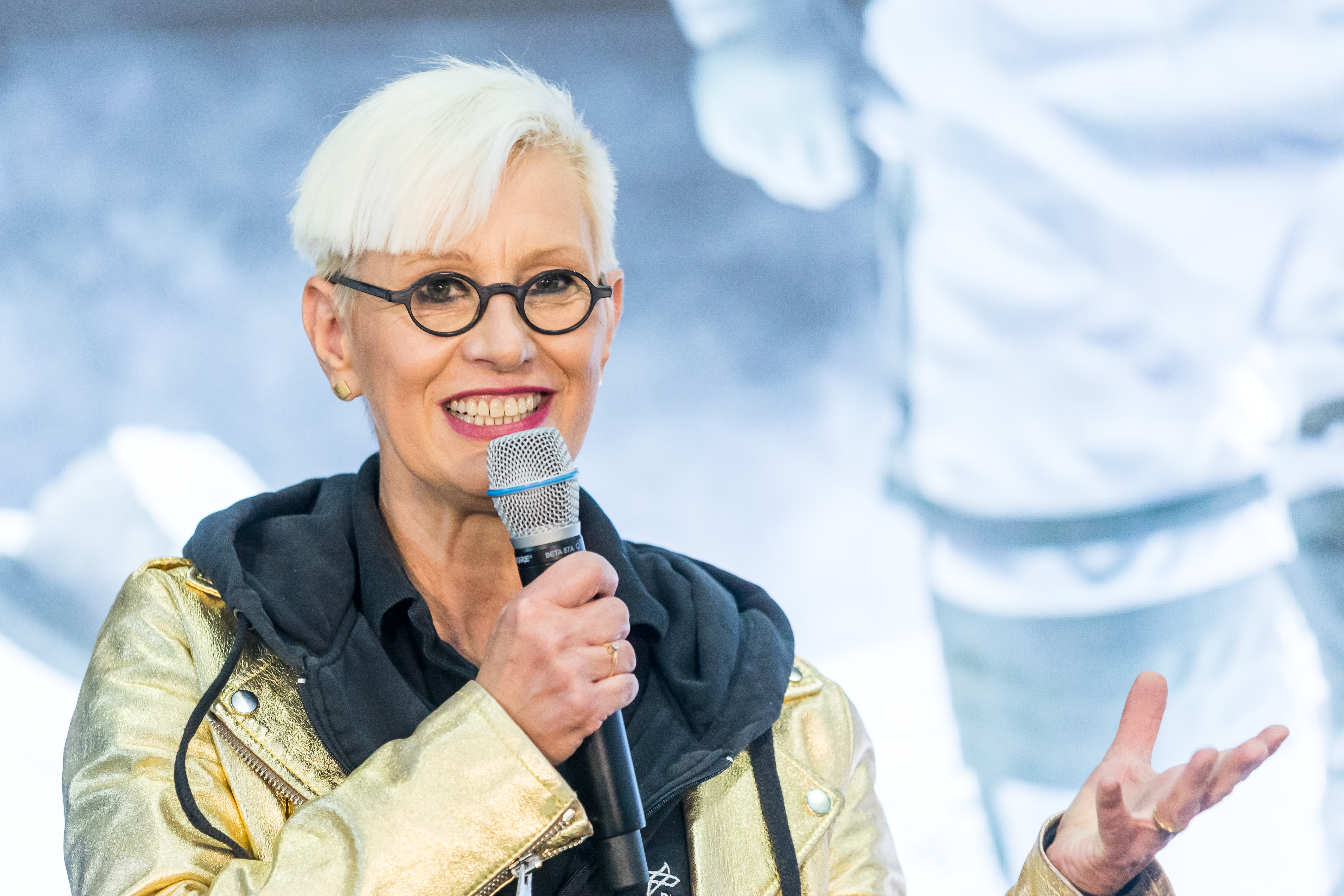
Anke Kaysser-Pyzalla (* 1966)

- Kayßler, Christian (1898–1944), deutscher Schauspieler
- Kayßler, Christine (1923–2010), deutsche Schauspielerin
- Kayssler, Friedrich (1874–1945), deutscher Schauspieler sowie Schriftsteller und Komponist

### Kayt
- Kaytan, Ali Haydar (* 1952), türkisch-kurdischer Führungskader der PKK
- Kaytankaş, Mert (* 1980), türkischer Fußballspieler
- Kaytranada (* 1992), Produzent der elektronischen Musik

### Kayu
- Kayukawa, Shinji (1896–1949), japanischer Maler

### Kayy
- Kayyali, Mustafa (* 1962), syrischer Zahnarzt und politischer sowie zivilgesellschaftlicher Aktivist